# Conde de Sucena

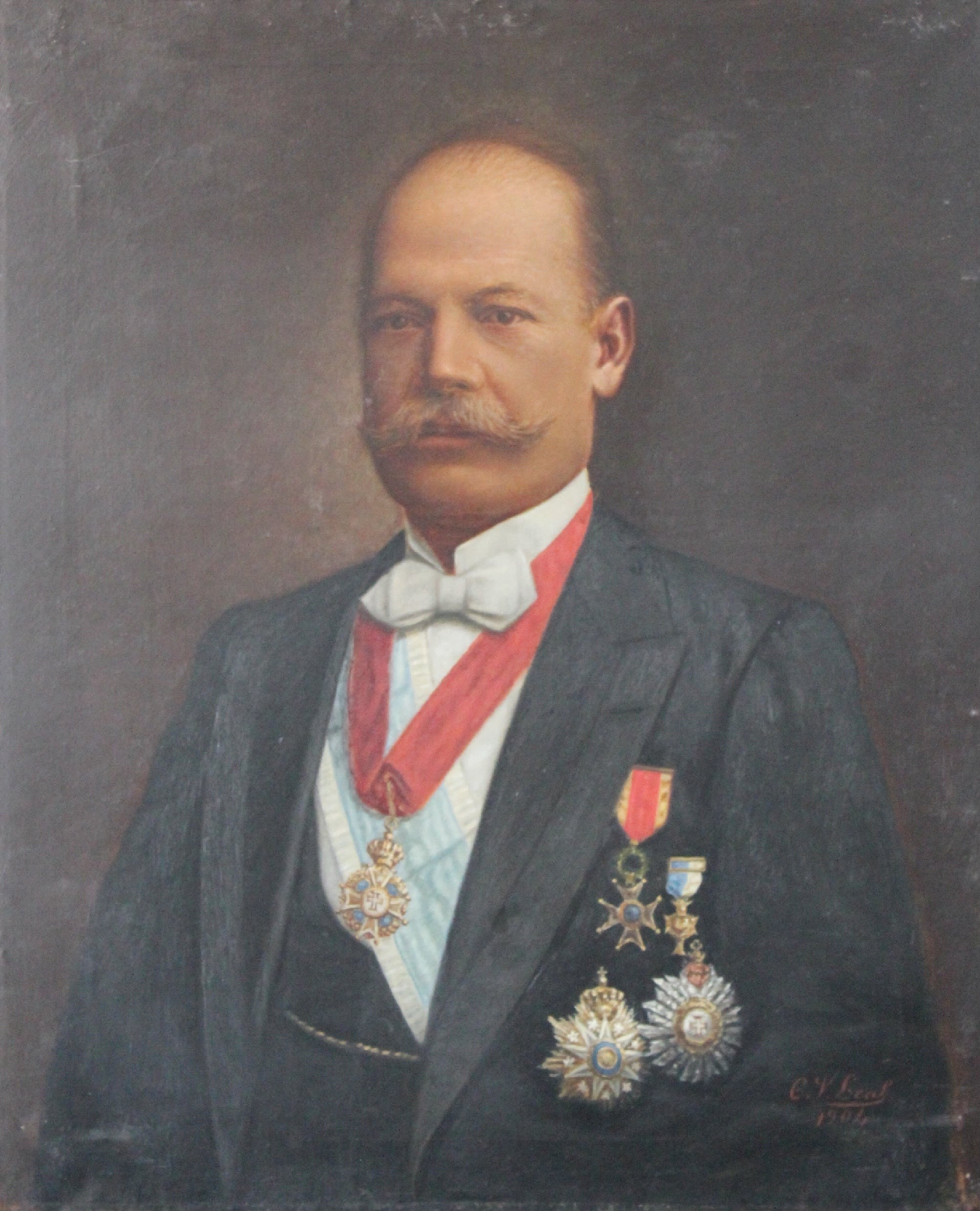
D. José Rodrigues de Sucena, 1.º Visconde e 1.º Conde de Sucena

O título de Conde de Sucena foi criado por decreto do rei D. Carlos I de Portugal, datado de 9 de Setembro de 1904, a favor de José Rodrigues de Sucena.

## Titulares
1. José Rodrigues de Sucena, 1.º conde de Sucena;
2. José Rodrigues de Sucena, 2º conde de Sucena.
O título encontra-se actualmente extinto.